# Шафкопф

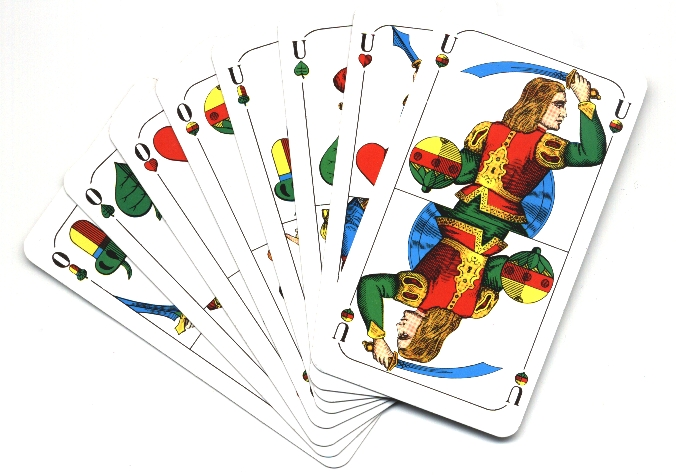
Карты для игры Шафкопф, баварская колода

Шафкопф (нем. Schafkopf) в переводе с немецкого «баранья голова, дурак»— популярная баварская карточная игра. В неё также играют в других районах Германии.
Это игра для четырёх (трёх) игроков, используется немецкая колода в 32 (24) карты.

## Этимология
О происхождении названия игры есть несколько вариантов. Один вариант говорит, что число выигранных партий пометили чертами, которые в итоге образовали голову барана.; Об этом написано у Фридриха Вильгельма Гримме.
Вольфганг Пешель говорит, что раньше играли на крышках (головах) бочек, которые на верхнонемецком называются Schaff. Правильное название было бы тогда Schaffkopf с двумя «f».

## Правила игры
Играют трое. За столом могут сидеть 4-5 человек и по очереди принимать участие в игре. 
Играют колодой из 32 карт. Из обычной колоды в 52 листа вынимают двойки, тройки, четверки, пятерки и шестерки. Устанавливается постоянная козырная масть из 14 карт в следующей последовательности по старшинству: ♣Д (самая старшая), ♠Д, ♥Д, ♦Д, ♣В, ♥В, ♠В, ♦В, ♦Т, ♦10, ♦К, ♦9, ♦8, ♦7. В бескозырных мастях принято следующее старшинство: Т (старшая), 10, К, 9, 8, 7. 
Каждый игрок получает по десять карт, сдаваемых в последовательности 3-4-3. После первого круга сдачи две карты выкладываются на стол в качестве вдовы.
Ход начинается с левого соседа сдатчика, каждый может воспользоваться очередью взять вдову, если она не была взята ранее. Получивший вдову становится "Игроком". Он сносит две любые карты крапом вверх. Двое других участников образуют временное партнерство и играют против Игрока.
Игрок слева от сдатчика делает первый заход вне зависимости от того, является он Игроком или одним из Противников. Следует ходить в масть, если это возможно. (Необходимо помнить, что все дамы и валеты, а также бубны, являются козырными картами и требуют других дам или валетов, или карт бубновой масти). Если играющий не в состоянии дать масть, он может играть любой картой. Взятку берет высший козырь в ней или, при бескозырной игре, старшая карта масти первого хода. -Выигравший взятку делает первый ход в розыгрыше следующей.